# 增肥4000
《增肥4000》（英語："Weight Gain 4000"）是美国动画喜剧《南方公园》的第2集，于1997年8月20日通过喜剧中心频道在美国首播。在这一集里，南方公园小镇上的居民对凯茜·李·吉福德即将来访感到非常激动，但几个孩子的3年级老师加里森先生因童年时的一桩恩怨计划暗杀镇上的贵客。与此同时，埃里克·卡特曼在购买名为“增肥4000”的健美补充剂后成了严重的肥胖症患者。
本集由《南方公园》主创特雷·帕克和马特·斯通编剧，在美国播出时定为级。由于测试观众对试播集《卡特曼的肛门探针》反响不佳，喜剧中心频道要求两人再创作一集剧本，之后再决定是否定购完整的一季节目，由此诞生的《增肥4000》让电视台吃下定心丸，决定继续定购。虽然从制作顺序上这是节目的第二集，但播出顺序却排在第三。此外，《增肥4000》还是《南方公园》中完全采用计算机动画而非彩色美术纸绘制的第一集。
部分评论批评剧中的亵渎性言辞，或是其它播出期间还被认为不适合在电视上出现的挑衅性内容，但也有多位评论家认为本集同试播集相比有显著进步，特别是其中对美国消费主义的嘲讽颇受好评。多位常见角色都在本集首度亮相，包括金波·克恩、麦克丹尼尔斯市长、贝贝·史蒂文斯和克莱德·多诺万。剧中对凯茜·李·吉福德的描绘也是《南方公园》中首度恶搞名流。卡特曼的台词（意为“美型男”）成为《南方公园》最广为传播的流行语之一。

## 剧情
南方公园小学老师加里森先生（Mr. Garrison）宣布，埃里克·卡特曼赢得“拯救我们脆弱的星球”全國征文比赛大奖，这让同班同学温迪·泰斯塔伯格（Wendy Testaburger）深感愤怒，她马上就怀疑卡特曼是靠作弊取胜。镇上居民得知，知名电视节目主持人凯茜·李·吉福德（Kathie Lee Gifford）会前来南方公园，在全国直播的镜头前向卡特曼颁奖，大家都为此非常激动。麦克丹尼尔斯市长（Mayor McDaniels）计划筹办盛大活动为小镇宣传，期望能令自己的政坛生涯更上一层楼。加里森先生指导学童排演描绘南方公园历史的节目，准备在市长筹办的活动上演出。但是，这个真实反映历史的节目中却包含有扮演开拓者的学童攻击并毒打饰演美洲原住民的学生这类情节，令市长大为惊惧。
加里森先生小时候曾参加全国选秀节目，但被吉福德击败，这成了他童年无法释怀的梦魇，但镇上其他人均不知情。加里森和自己用手操纵的布偶“帽子先生”经过一番“交流”，决定刺杀吉福德报仇。他从金波的枪店买了支大口径步枪，打算枪杀吉福德。与此同时，卡特曼对上电视深感兴奋，麦克丹尼尔斯市长要求他好好健身，为吉福德的到来做准备。卡特曼看到“增肥4000”健美补充剂的电视广告后要求母亲购买，吃过后变得极度肥胖，但他坚信自己现在的体型非常健康，超出的体重严格来说都是肌肉。温迪经过调查，确定卡特曼的确是靠作弊赢得比赛，他的文章其實等同於直接在亨利·戴维·梭罗的《瓦尔登湖》副本上簽上自己的名字。温迪还发现加里森老师打算刺杀吉福德，于是找朋友斯坦帮忙加以阻止。
吉福德抵达南方公园，镇上大部分居民都来参加庆祝活动，厨师还在现场唱歌勾引吉福德。加里森先生在存放教科书的高层仓库就位，但却意外看到吉福德整個人置身防弹玻璃罩當中。温迪和斯坦赶到，试图说服加里森先生放弃复仇计划，但斯坦的话实际上却火上浇油，加里森决心继续。就在他开火时，舞台因卡特曼的体重而坍塌，吉福德被弹了出去，子弹打中3年级学生肯尼的头部。肯尼还从空中飞过，最终身体被旗杆刺穿。吉福德的保镖簇佣着她离开，卡特曼对自己失去上电视的机会深感失落。温迪走上台，告诉众人卡特曼是靠作弊赢得比赛，但镇民都对吉福德离开感到难过，根本不在乎温迪的话。加里森先生被送进精神病院，帽子先生也被束身衣紧紧绑住。加里森向孩子们道歉，对自己让小镇失去上电视的机会表示遗憾，但凯尔告诉他，卡特曼正因极度肥胖而得以在谈话节目《杰拉尔多》（Geraldo）上鏡。剧集的最后是厨师和吉福德一边观看《杰拉尔多》一边性交。

## 制作

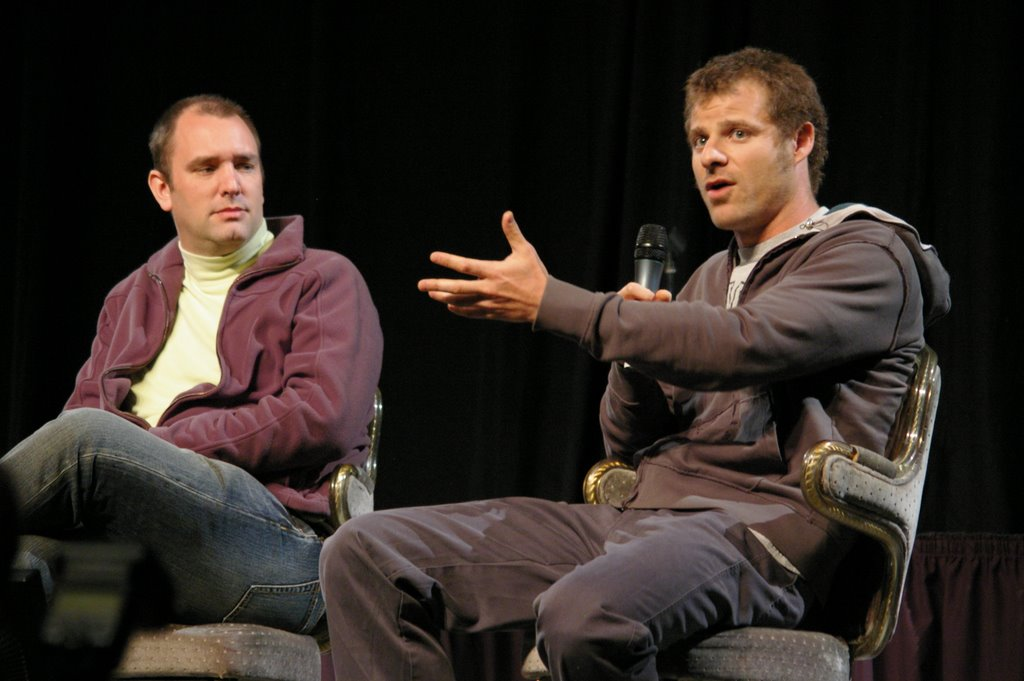
喜剧中心频道高层希望在定购整季《南方公园》前能再看一集剧本，主创特雷·帕克和马特·斯通因此创作了《增肥4000》的剧本。

《增肥4000》由《南方公园》主创特雷·帕克和马特·斯通共同编剧并执导，于1997年8月20日通过喜剧中心频道在美国首播。《南方公园》的试播剧集《卡特曼的肛门探针》在测试放映时反响不佳，喜剧中心频道高管在是否要继续订购这部电视剧上有些拿不定主意。但由于两位主创之前制作的两部《圣诞精神》系列短片（《南方公园》的前身）在互联网上经久不衰，电视台决定请帕克和斯通多创作一集剧本后再做决定。《增肥4000》由此诞生，剧本是两位主创在制作1997年的动作喜剧片《哈啦神父High上天》（Orgazmo）期间创作。
两人在编写剧本期间希望能让电视台明白，《南方公园》的每一集都会与其他集不同，电视台对这集的剧本表示满意。帕克和斯通进一步表示，如果喜剧中心不愿签订合约，订购至少有6集节目的一整季，他们不会再这样一集一集地制作下去，电视台接受两人的要求，《南方公园》第1季至此有了着落。《卡特曼的肛门探针》几乎完全是用彩色美术纸绘制，《增肥4000》则是完全采用计算机动画绘制的第一集《南方公园》。新的一集是在加利福尼亚州西木区一间工作室制作，由约15名动画师采用公司的（又名）动画软件绘制，制作过程刚刚超过1个月。之后的许多《南方公园》剧集也都会采用这种软件，不过制作时间会大幅缩短至节目播出前1周以内，动用的动画师也增至40人左右。《增肥4000》的动画制作完全是按剧情的时间顺序。虽然帕克和斯通都希望能改善人物和整体动画的细节和质感，但他们选择软件也是为了让动画保留此前《圣诞精神》和《卡特曼的肛门探针》中采用彩色美术纸有意营造出的粗糙视觉风格。
据帕克、斯通，以及《南方公园》的多位动画师表示，制作《增肥4000》期间，他们仍然在摸索节目的发展方向，多个人物也都还在发展当中。与之后的《南方公园》相比，这集的节奏相对缓慢，30页的剧本内容也比之后每集45到50页的均值要少，甚至几个儿童主角说话的速度也慢一些。录制对白时，配音演员以缓慢的速度念出台词，录下的声音再经过加速，形成人物独特的嗓音。这个时候，帕克和斯通尚未熟练掌握人们说话的速度。《增肥4000》中的庆祝活动桥段因为涉及大量人物，所以制作时间特别长，剧中加里森先生试图刺杀吉福德时，观众可以看到他步枪瞄准镜中的十字星，动画师对这个深度运动镜头颇感自豪。加里森先生对吉福德的仇恨在《卡特曼的肛门探针》中就有所体现，剧中他所在课堂的黑板上有这么句话：“我不是很肯定，但我觉得凯茜·李·吉福德比她自称的年龄要老很多。”从《增肥4000》中的回忆镜头来看，加里森先生8岁时就已秃顶，两边耳朵旁长有灰色的头发。但第1季的最后1集《卡特曼的妈妈是个肮脏的荡妇》（Cartman's Mom is a Dirty Slut）中又可以看到他有一头浓密的头发，两集设定存在冲突。

## 主题
《新西兰先驱报》（The New Zealand Herald）的泰瑞·菲茨塞尔（Teri Fitsell）认为，《南方公园》的总体基调是“恶毒的社会讽刺”，节目中聚焦的这几个孩子并不是不道德，而是是非不分，与周围伪善成年人的纵容形成对比。剧中的幽默一定程度上源自人物可爱外表和粗俗行为之间的反差。不过，帕克和斯通都曾在节目早期接受采访时表示，剧中的人物台词是贴近现实的：“很多节目里的小孩都很甜美，很善良，但这根本就不真实……难道人们都忘了自己读三年级时是副什么德性？我们都是些小混球。”
早先的《圣诞精神》和《卡特曼的肛门探针》中都有涉及电视的讽刺元素，《增肥4000》将之继续推进，并且特别关注于动画电视娱乐节目。除亵渎性言辞和厨师的淫乱活动持续外，剧中的小学教师加里森先生也变得越来越精神失常。虽然肩负一个小学班级的管理责任，但加里森却表现出值得怀疑的性别认同，糟糕的教学技巧，以及与自己的手控布偶帽子先生之间不同寻常的“关系”。
《增肥4000》也对美国消费主义大加嘲讽，讽刺这种将个人幸福与消费和购买的物质财富相关联的社会现象。虽然有明确的事实表明，这种和剧集同名的健美补充剂根本没能达到其“健美”的首要目标，但卡特曼还是对产品有着盲目的信念。产品承诺让人长出肌肉，卡特曼吃过后虽然变得极度肥胖，但仍然坚信身上长出的这些都是肌肉。增肥4000还带有产品警告，表明产品有可能会对用户的肝脏和肾脏构成永久性损伤，但卡特曼对之完全视而不见，进一步强调他信念的盲目性。此外，卡特曼大量购买这种产品，也讽刺了美国式的消费习惯。
卡特曼购买健美补充剂的冲动源于一则广告，有评论认为，这份广告正是对“身份购物”理念的嘲讽。这种理念意指人们试图通过购买某种物品来获得相应身份，例如本集中卡特曼就希望能够购买增肥4000来让自己摇身一变成为健美好手。剧集还讽刺了美国人对名流普遍存在的痴迷，特别是镇民对凯茜·李·吉福德来访所表现出的过度热情。此外，圣公宗神学家保罗·扎尔（Paul F. M. Zahl）还指出，卡特曼在本集中对食物的痴迷，加上对增肥4000的盲目信任和“忠于梦想”的坚持，都反映出许多人一方面错误地固守自由意志理念，但另一方面却没有任何自控能力的事实。扎尔还称：“《南方公园》的两位编剧都已识破‘自由意识’的神话。”

## 文化参照和影响

《增肥4000》中凯茜·李·吉福德所乘的防弹车（下图）源自教宗乘坐的教宗座驾（上图）。

《增肥4000》中有多个新角色登场，他们还会在之后的《南方公园》剧集中发挥重要作用。这些人物包括金波·克恩（Jimbo Kern）、麦克丹尼尔斯市长和温迪的至交好友贝贝·史蒂文斯（Bebe Stevens）。会在之后剧集中扮演重要角色的克莱德·多诺万（Clyde Donovan）也是在本集首度登场，是加里森先生班上的学生，不过这集没有提及他的姓名。南方公园小镇的成年居民表现出的性格特点往往非常极端，而且涉及范围相当广泛，有些则是起到单纯的讽刺效果。麦克丹尼尔斯想象自己和吉福德一起上电视后瞬间成为明星，从剧情塑造来看，他显然更看重自己的名声，而非选民的需求；加里森先生显然情绪不稳，但疏忽大意的金波还是把枪卖给他，这是在讽刺枪支管控。
金宝和朋友内德（Ned，这个角色是在《南方公园》第1季第3集《火山爆发》中才出场）都源自帕克念高中时所绘的漫画。创建角色期间，帕克和斯通把麦克丹尼尔斯设想成心理上非常复杂的人物，她真心相信自己从本质上要比镇上其他居民都好。《南方公园》中由耶稣主持的公共接入电视频道谈话节目《耶稣和朋友们》（Jesus and Pals）也是在《增肥4000》中首度提及。剧中的电视广告背景声中两次提到这档节目，不过真正的节目内容则要到第1季第4集《基哥哥爱之船》（Big Gay Al's Big Gay Boat Ride）中才首次亮相。根据《耶稣和朋友们》的设定，耶稣也是南方公园镇上的居民，这种构想源自两位主创之前的《圣诞精神》动画短片。本集播出时担任《南方公园》制作人的黛比·莱布林（Debbie Liebling）表示，在剧中加入这么一档由耶稣主持的节目是为了让观众明白，南方公园就是个“什么事都有可能发生”的地方。
凯茜·李·吉福德是《南方公园》恶搞的首位名人，她当时是早间谈话节目《里吉斯和凯茜·李现场》（Live with Regis and Kathie Lee）的主持人，此后《南方公园》还会拿许多名流开涮。据节目主创表示，选择吉福德完全出于随机，并没有任何特别原因或是个人反感。《增肥4000》播出后不久，超市小报《环球》（The Globe）聘请空姐兼模特儿苏贞·约翰逊（Suzen Johnson）前去勾引吉福德的丈夫弗兰克·吉福德（Frank Gifford），并且还拍下照片，之后由小报捅出丑闻。这是第一起被帕克和斯通称为“南方公园诅咒”的事件，指《南方公园》中出现某个名人前后不久，就真的会有悲剧性或令人尴尬的事情发生在这位名流身上。本集中的吉福德由女演员凯莉·特纳（Karri Turner）配音，这也是她唯一一次客串《南方公园》。剧中吉福德藏身在防弹玻璃之后来到镇上的庆祝活动现场，这辆车的设计源自教宗若望·保禄二世前往丹佛时乘坐的教宗座驾，帕克和斯通当时都有到场。两人觉得这种在改装卡车后面装上防弹玻璃制成亭子的设计“令人捧腹”。
卡特曼从增肥4000的广告中听到（意为“美型男”）一词后满腔热情地将其大喊出来，节目播出后，这个词也成为广为传播的流行语，而且这时他所穿的恤和运动衫都成为非常热销的商品。则是成立时间最早，并且规模也最大的《南方公园》剧迷网站之一。2001年4月，“南方公园工作室”官方网站上线，马特·斯通和的创始人谭泰森（Taison Tan）决定将老网站关闭。由Acclaim娱乐开发，1999年推出的电子游戏《南方公园：厨师的Luv窝棚》（South Park: Chef's Luv Shack）中还包含有名为的迷你游戏，玩家可以控制卡特曼前后移动，吃掉扔向他的增肥4000罐头。产品的销售员则是游戏中玩家的对手。本集中的广告之后还会在第3季第8集《浴缸基情》（Two Guys Naked in a Hot Tub）中短暂出现，当时斯坦正在快速地给电视换台。

## 发行和反响
《增肥4000》播映时，许多主流媒体作家仍在对《南方公园》的整体品质和节目寿命争论不休。电视剧这时仍处于早期阶段，节目中儿童频繁讲出的脏话以及学校教师加里森先生明显的不稳定状态都令许多人感到震惊。观众还对孩子们在演绎南方公园历史剧时表现的暴力感到特别吃惊，这其中既有枪支的使用，还有对白人定居者血腥屠戮美洲原住民的描绘。此外，厨师勾引吉福德时所唱的歌曲充满露骨的性暗示，这也令许多观众倍感震惊和冒犯。但在另一方面，还是有多份评论认为本集同前作《卡特曼的肛门探针》相比有显著进步，觉得节目已经转朝远较之前更为讽刺的方向发展。
《水牛城新闻报》（The Buffalo News）的杰夫·西蒙（Jeff Simon）对《卡特曼的肛门探针》评价不佳，但他觉得《增肥4000》证明《南方公园》有可能会是很有趣的节目。他对节目中调侃美国消费主义的剧情设定特别满意，称“这是种令人倍感苦涩的社会讽刺，但如果不是在喜剧中心频道播出的话，相信我，没有哪个电视台会觉得这种内容已经适合在黄金时段播出。而且你猜怎么着？这节目还很有趣。”《华盛顿邮报》专栏作家汤姆·夏尔斯（Tom Shales）也有类似看法，他也曾强烈批评《卡特曼的肛门探针》，但觉得《增肥4000》既风趣、又拥有“巧妙交织起来”的剧情线索。夏尔斯认为，新的一集节目表明《南方公园》的风格在从下作肮脏的幽默向讽刺转变，节目本身虽然还是既病态又扭曲，但其背景至少已经有一些别出心裁的漫画构想，这和之前的剧集相比已经有所区别。2006年，《温尼伯自由新闻报》（Winnipeg Free Press）将《增肥4000》评为最让人难忘的十集《南方公园》之一；喜剧中心网站投票评选卡罗曼表现最出众的25集，本集名列第12位。苏格兰《每日纪事报》（Daily Record）评选《南方公园》6个最令人难忘的瞬间时，《增肥4000》的结局和台词双双上榜。
1998年5月5日，《增肥4000》和另外5集节目的录像带套装发布，这也是《南方公园》首度发行家用媒体。全套共有3卷，本集和《基哥哥爱之船》一起收录在第二卷，一起发布的另外4集分别是《卡特曼的肛门探针》、《火山爆发》、《象猪交合》和（Death）。2002年11月12日，《南方公园：第一季完整版》（South Park: The Complete First Season）的发布，其中收录了第1季包括《增肥4000》在内的13集节目。帕克和斯通为每集都录制了评论音轨，但由于其中某些语句涉及的“标准”问题而未纳入，两人都不接受收录这些音轨所需要的剪辑和审查，最终所有评论音轨都是经单独发行。从2008年开始，观众还可以通过官方网站免费在线观看包括《增肥4000》在内的每一集《南方公园》。